# Blau Klein internacional
El blau Klein internacional (IKB) és una tonalitat de blau profund concebuda i registrada per l'artista francès Yves Klein (1928-1962). L'impacte visual del IKB es deu a la seua forta relació amb el blau ultramar, així com a les espessors i textures d'aquesta pintura que Klein solia aplicar sobre els seus llenços.

## Història

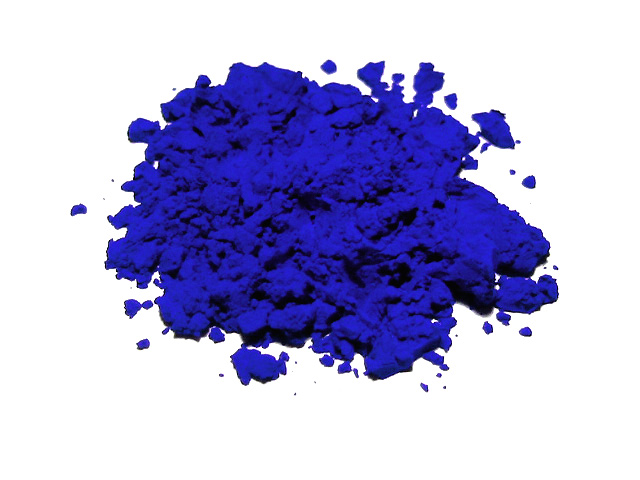
Blau ultramar sintètic, similar a l'usat en el pigment de l'IKB

El color blau Klein internacional (IKB) fou elaborat per Yves Klein en col·laboració amb Edouard Adam, un proveïdor de pintura d'art parisenc la botiga del qual encara es manté al bulevard Edgar Quinet, a Montparnasse. La singularitat de l'IKB no deriva del pigment, sinó de l'aglutinant de resina sintètica mat en què se suspèn el color i que permet que el pigment mantinga les seues qualitats originàries: la intensitat cromàtica. La resina sintètica usada en l'aglutinant és un acetat de polivinil comercialitzat amb el nom de RHODOPAS M o M60A per la companyia farmacèutica francesa Rhône-Poulenc. Adam continua venent l'aglutinant amb el nom Médium Adam 25.
Al maig de 1960, Klein va dipositar un enveloppe Soleau en el registre amb la fórmula de la pintura, amb el nom d'International Klein Blue (IKB) en l'Institut Nacional de la Propietat Industrial francès (INPI), però mai el va patentar. Segons la legislació francesa, un enveloppe Soleau serveix solament per a registrar la data d'un invent, d'acord amb el dipositant, amb anterioritat a qualsevol sol·licitud de patent legal. La còpia en poder de l'INPI fou destruïda el 1965, però la pròpia còpia de Klein, que l'INPI li va lliurar segellada en el seu moment, continua existint.
Al març de 1960, Klein patentà un mètode mitjançant el qual va ser capaç de distanciar-se de la creació física de les seues pintures: registrà un procediment de decoració basat en les marques deixades sobre una superfície per unes models recobertes de pintura, els moviments de les quals dirigia.

## Utilització en l'obra d'Yves Klein
Encara que Klein havia treballat molt amb blau en la seua carrera anterior, al 1958 el va utilitzar com a component central d'una peça (convertint el color en si mateix de manera efectiva en una tècnica). Klein es va embarcar en una sèrie d'obres monocromàtiques utilitzant IKB com a tema central. En aquestes performances artístiques, Klein componia les pintures utilitzant les marques deixades per models nues amb els seus cossos totalment impregnats de pintura, a les quals feia caminar, enrotllar-se i estirar-se sobre llenços en blanc, així com llenços d'un sol color més convencionals. Sis de les seues escultures fetes amb IKB s'exposen al Musiktheater im Revier de Gelsenkirchen, Alemanya.

## El blau Klein en la cultura

### Educació
- L'actor guanyador d'un Premi Oscar, Eddie Redmayne, va escriure la seua dissertació sobre l'IKB quan va estudiar història de l'art al Trinity College, Cambridge.[6]

### Literatura
- En la novel·la de 2010 Zero History de William Gibson, el personatge Hubertus Bigend té un vestit fet amb material d'IKB. En la novel·la el personatge comenta que porta aquest vestit perquè la intensitat del color fa que altres persones sovint se senten incòmodes, i perquè es diverteix amb la dificultat de reproduir el color en un monitor d'ordinador.

### Música
- Yves Klein Blue, una banda de rock australiana, pren el nom d'aquest color.
- El 1982 la banda de rock danesa Kliché va llançar un instrumental titulat Internacional Klein Blue.[7]
- International Klein Blue és el color utilitzat per Blue Man Group.[8]

### Televisió
- L'episodi 14 de la segona temporada de la sèrie Mike Tyson Mysteries es titula "Yves Klein Blues": l'excampió de boxa pretén utilitzar el color en el seu xandall d'estiu.[9]

## Color HTML equivalent
El color Websafe, equivalent, de manera que és reconegut correctament per la majoria de sistemes web, té aquests paràmetres:
- HEX =#0033CC
- RGB = 0,51,204
- CMYK= 100,75,0,20
- HSV = 225,100,80